# Charles Duboule
Pour les articles homonymes, voir Duboule.
Charles Duboule, né le 3 février 1895 au Petit-Saconnex et décédé le 18 octobre 1956 à Genève, est un homme politique suisse membre du Parti radical-démocratique.

## Biographie
Commerçant en bonneterie, il est siège en tant que député radical entre 1930 et 1937. Conseiller municipal de la ville de Genève entre 1931 et 1945, il préside le comité interpartis pour la « Défense de l'Ordre » à la suite de la fusillade du 9 novembre 1932.
Attiré par le corporatisme, il donne en 1936 son nom à la loi genevoise sur les contrats collectifs. En 1937, le Conseil d'État dominé par l'entente nationale l'appelle à la direction de l'Office cantonal des contrats collectifs, poste qu'il occupe jusqu'en 1943. Il dirige ensuite le Bureau des Confédérés qui tente de limiter le nombre de ces derniers à Genève jusqu'en 1945.
Élu conseiller d'État en 1945, il prend en charge le département de justice et police jusqu'à sa mort en 1956. Durant son mandat, il renforce la gendarmerie genevoise et crée une brigade de spécialistes de la sécurité routière.
Son fils Gilbert Duboule sera à son tour conseiller d'État de 1967 à 1977.